# Омаров, Гаджимурад Магомедович
Гаджимурад Магомедович Омаров (15 сентября 1999) — российский борец вольного стиля. Призёр чемпионата России. Мастер спорта России. 

## Спортивная карьера
4 декабря 2020 года в Смоленске на Первенстве России U23 проиграл в схватке за 3 место Шамилю Мамедову. 29 января 2021 года в финале чемпионата Дагестана уступил Абдулмажиду Кудиеву. 19 февраля 2021 года во Владикавказе занял 3 место на чемпионате СКФО, одолев в схватке за бронзу Закарью Абдусаламова. 14 марта 2021 года в схватке за 3 место чемпионата России в Улан-Удэ уступил Курбану Шираеву. 11 декабря 2021 года в Хасавюрте завоевал бронзовую медаль международного турнира. 28 января 2022 года неудачно выступил на  мемориале Ивана Ярыгина в Красноярске, уступив в квалификации Исламу Дудаеву, представлявшего Албанию. 24 февраля 2022 года в финале чемпионата Дагестана в Каспийске проиграл Ахмеду Нурахмаеву. 25 июня 2022 года в полуфинале чемпионата России в Кызыле сенсационно одолел Гаджимурада Рашидова (4:3). 26 июня 2022 года в финале чемпионата страны уступил Ибрагиму Ибрагимову, став серебряным призёром. 21 июня 2023 года в Каспийске на чемпионате России в схватке за 3 место одолел Далгата Абдулкадырова из Дагестана и завоевал бронзовую медаль.

## Спортивные результаты
- Чемпионат России по вольной борьбе 2021 — 5;
- Чемпионат России по вольной борьбе 2022 — ;
- МТ Гран-при Александра Медведя 2022 — ;
- Чемпионат России по вольной борьбе 2023 — ;[11]